# Freixo (Marco de Canaveses)
Freixo ist ein Ort und eine ehemalige Gemeinde (Freguesia) im portugiesischen Kreis Marco de Canaveses. Die Gemeinde hatte 846 Einwohner (Stand 30. Juni 2011).
Am 29. September 2013 wurden die Gemeinden Freixo, São Nicolau, Tuias, Fornos und Rio de Galinhas zur neuen Gemeinde Marco zusammengeschlossen.